# Olympische Jugend-Sommerspiele 2010/Teilnehmer (Irak)
| Gelbes Symbol für Goldmedaillen mit stilisierten Olympischen Ringen | Graues Symbol für Silbermedaillen mit stilisierten Olympischen Ringen | Braundes Symbol für Bronzemedaillen mit stilisierten Olympischen Ringen |
| ------------------------------------------------------------------- | --------------------------------------------------------------------- | ----------------------------------------------------------------------- |
| —                                                                   | —                                                                     | —                                                                       |

Die Jugend-Olympiamannschaft des Irak für die I. Olympischen Jugend-Sommerspiele vom 14. bis 26. August 2010 in Singapur bestand aus vier Athleten.

## Athleten nach Sportarten

### Fechten
Mädchen
- Ema Hilwiyah
Säbel Einzel: 12. Platz

### Gewichtheben
Jungen
- Mahmood Khaleel Sabaawi
Superschwergewicht: 5. Platz

### Ringen
Jungen
- Adil al-Abedi
Griechisch-römisch bis 85 kg: 6. Platz

### Schwimmen
Jungen
- Ahmed al-Dulaimi
50 m Freistil: 33. Platz
100 m Freistil: 43. Platz